# Щербаки (Киевская область)
Щербаки (укр. Щербаки) — село, входит в Белоцерковский район Киевской области Украины.
Население по переписи 2001 года составляло 369 человек. Почтовый индекс — 09157. Телефонный код — 4563. Занимает площадь 8 км². Код КОАТУУ — 3220488002.

## Местный совет
09156, Киевская обл., Белоцерковский р-н, с. Фесюры, ул. Белоцерковская, 1а